# Alessandro D'Ottavio
Alessandro D'Ottavio est un boxeur italien né le 27 août 1927 à Rome et mort le 25 décembre 1988 dans la même ville.

## Carrière
Sa carrière amateur est principalement marquée par une médaille de bronze remportée aux Jeux olympiques d'été de 1948 à Londres dans la catégorie des poids welters.

### Jeux olympiques
Médaille de bronze en -67 kg aux Jeux de 1948 à Londres